# Pheidole defecta
Pheidole defecta är en myrart som beskrevs av Santschi 1923. Pheidole defecta ingår i släktet Pheidole och familjen myror. Inga underarter finns listade i Catalogue of Life.